# Oxyde de calcium
Pour les articles homonymes, voir CAO.
L'oxyde de calcium, de formule chimique CaO, est le seul oxyde connu du calcium. 
Communément appelé chaux vive, il est obtenu par calcination du calcaire à 825 °C. Mais il existe aussi à l'état naturel, sous la forme d'un minéral rare qu'il est possible d'observer en petites masses blanches dans les éjectas transformés à haute température parmi les laves communes sur les flancs des formations volcaniques, par exemple sur le Vésuve en Italie. Référencée officiellement en 1935 dans le champ de la minéralogie, la chaux (vive) fait partie du groupe isostructurel Fm3m du périclase MgO.
On dit que CaO est de la chaux vive car elle réagit violemment avec l'eau, en produisant de la chaleur, selon la réaction :
CaO + H2O → Ca(OH)2
On obtient la chaux dite « éteinte » (elle ne réagit plus avec l'eau). La chaux est un enduit de choix, car, par carbonatation à l'air libre (grâce au CO2 atmosphérique) :
Ca(OH)2 + CO2 → CaCO3 + H2O
Elle devient du carbonate de calcium (CaCO3), ou calcaire, retrouvant sa solidité initiale. Ainsi, la chaux éteinte enduite sur les murs crée une couche de calcaire (généralement colorée rouge, orange ou encore jaune).
La chaux vive est irritante pour la peau, car elle réagit avec l'eau présente sur la peau et produit de la chaux éteinte, qui est très basique (pKa = 12,6 pour le couple Ca2 + 2 H2O/Ca(OH)2).